# تابشگری

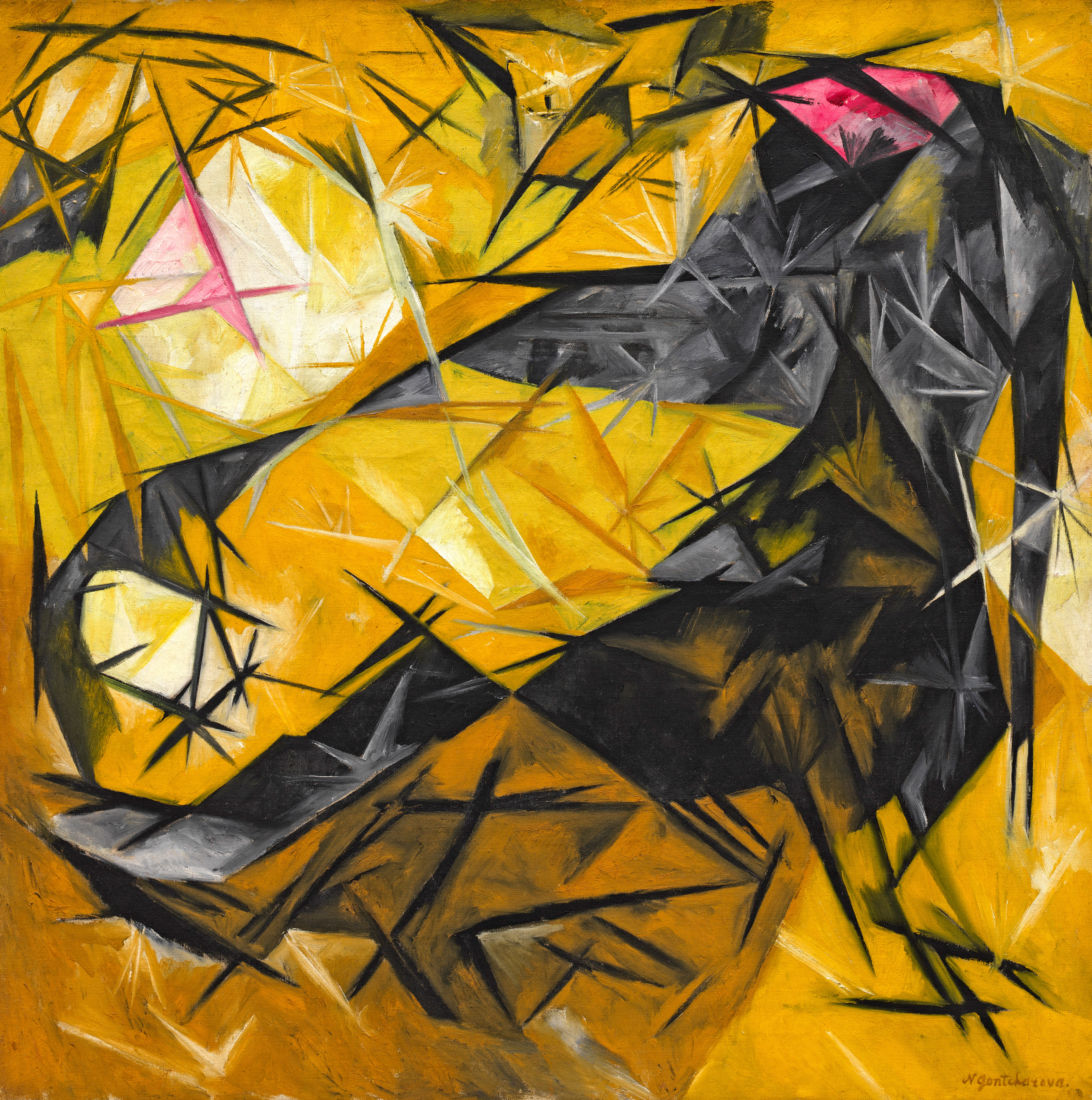
تصویر بر شعاع نوری پویا تاکید دارد

تابشگری یا ریونیسم (به روسی: Районизм) یا رییسم (чизм) یک جنبش هنری روسی است که توسط میخائیل لاریونوف بنیان‌گذاری شد و اکنون به عنوان یکی از نخستین گام‌های توسعه‌دهندهٔ هنر انتزاعی روسیه شناخته می‌شود. لاریونوف یکی از اولین آثار تابشگری را با عنوان شیشه در سال ۱۹۱۲ خلق کرد و در همان سال بیانیهٔ جنبش را نیز نوشت (اگرچه تا سال ۱۹۱۳ انتشار نیافت). لاریونوف، تابشگری را که ترکیبی از حجم‌گری، آینده‌گری و ارفیسم بود بدین گونه شرح می‌دهد: «دربارهٔ اَشکال فضایی‌ای است که هنگام برخورد اشعه‌های منعکس شده از اشیای مختلف پدید می‌آیند.»